# Phymaturus punae
Phymaturus punae — вид ігуаноподібних ящірок родини Liolaemidae. Ендемік Аргентини.

## Поширення і екологія
Phymaturus punae відомі з типової місцевості, розташованої в національному парку Сан-Гільєрмо в провінції Сан-Хуан. Вони живуть на високогірних луках пуна, серед скель. Зустрічаються на висоті від 3400 до 4300 м над рівнем моря. Живляться рослинністю, є живородними.